# امین نیک‌فر
امین نیک‌فر، (زاده ۲ ژانویهٔ ۱۹۸۱ در سن‌خوزه، کالیفرنیا) با نام کامل امین آبراهام پل نیک‌فر، پرتاب‌گر وزنه ایرانی-آمریکایی است، که هم‌اکنون با رکورد ۲۰٫۰۵ متر در پرتاب وزنه، رکورددار این رشته ورزشی، در تاریخ دو و میدانی ایران می‌باشد. نیک‌فر در مسابقات آسیایی ۲۰۰۴ تهران و ۲۰۰۹ هانوی، به مدال طلای مسابقات دست یافت. وی در المپیک تابستانی ۲۰۰۸ و المپیک تابستانی ۲۰۱۲ شرکت داشته است..همچنین خانواده پدری وی اصالتاً اهل خوزستان و بختیاری تبار هستند